# موتاون ۲۵: دیروز، امروز، برای همیشه
موتاون ۲۵: دیروز، امروز، برای همیشه نام برنامهٔ ویژه تلویزیونی است که به تهیه‌کنندگی سوزان دو پاس و منتشر شده در سال ۱۹۸۳ است. این برنامه برای بزرگداشت بیست و پنج امین سالگرد موتاون انجام شد. تنظیم این برنامه نیز توسط سوزان دو پاس و روث ادکینز رابینسون انجام شده‌است. این برنامه توسط شبکه ان‌بی‌سی در ۱۶ می ۱۹۸۳ پخش شد. معروفیت این برنامه بیشتر برای اجرای آهنگ بیلی جین توسط مایکل جکسون و اولین اجرای رقص معروف وی با نام رقص مون‌واک می‌باشد.